# Юозас Гаудрімас
Юозас Гаудрімас (лит. Juozas Gaudrimas Juozas Gaudrimas; 7 листопада (20 листопада) 1911, Урвіняй, Сувальська губернія, Царство Польське, Російська імперія, нині Литва — 3 грудня 1994, Вільнюс, Литва) — радянський литовський музикознавець, композитор і педагог. Академік АН Литви (1972).

## Біографія
У 1929—1933 роках навчався на філологічному факультеті Університету Вітовта Великого. У 1939 році закінчив Каунаську консерваторію по класах гобоя (Пауляус Шуберт) і військового диригування (Емерікас Гайлявічюс). У 1935—1954 роках працював у симфонічних оркестрах радіо, філармонії та Литовського театру опери і балету. З 1945 року викладав у Вільнюській консерваторії, з 1953 року — завідувач кафедри історії музики, з 1965 року — професор. Член КПРС з 1958 року.

## Музикознавчі роботи
- Iš lietuvių muzikinės kulturos istorijos, kn. 1-3. — Vilnius, 1958-67. (лит.)
- Lietuvių tarybinė musika. — Vilnius, 1960. (лит.)
- Tarybu Lietuvos kompozitorial ir muzikologai. — Vilnius, 1971. (лит.)
- Литовская ССР. — M., 1956, 1957. (серия «Музыкальная культура союзных республик»)
- Музыкальная культура Советской Литвы. 1940—1960. — Л., 1961. (рос.)
- М. К. Чюрленис. — Вильнюс, 1965. (с Аугустинасом Савицкасом) (лит.), (рос.)
- Из истории литовской музыки. 1861—1917. — т. 1, М., 1964, т. 2, Л., 1972. (рос.)
- Композиторы и музыковеды Советской Литвы. — Вильнюс, 1978. (перевод на русский перевод книги 1971 года)
- В. Dvarionas. — Vilnius, 1982. (составитель сборника) (лит.)
- Muzikologijos baruose. — Vilnius, 1985. (лит.)

## Нагороди
- 1965 — Заслужений діяч мистецтв Литовської РСР
- 1968 — Державна премія Литовської РСР